# Sirinhaém
Sirinhaém este un oraș în Pernambuco (PE), Brazilia.